# 托尼卡 (伊利諾伊州)
托尼卡（英語：Tonica）是位於美國伊利諾伊州拉薩爾縣的一個村落。

## 地理
托尼卡的座標為41°12′57″N 89°04′05″W / 41.21583°N 89.06806°W，而該地最高點為海拔高度201米（即659英尺）。

## 人口
根據2010年美國人口普查的數據，托尼卡的面積為3.53平方千米，當中陸地面積為3.53平方千米，而水域面積為0.00平方千米。當地共有人口758人，而人口密度為每平方千米214人。